# 東京経営短期大学
東京経営短期大学（とうきょうけいえいたんきだいがく、英語: Tokyo Management College）は、千葉県市川市二俣に本部を置く私立短期大学。1992年短期大学設置。略称は「TMC」。

## 概観

### 大学全体
- 千葉県市川市に所在する日本の私立短期大学で、設置主体は学校法人学校法人創志学園[1]。
- 簿記・会計分野における実務教育の草分けであった村田簿記学校をルーツに持ち、「有算者勝」（算あるは勝つ）を教育理念に掲げて、1992年4月千葉県市川市に経営情報系の単科短期大学として開学した。その後、2015年8月に文部科学大臣より設置者変更認可を受け、学校法人村田学園から学校法人創志学園に設置母体が変更となった。
- これにより、東京経営短期大学の歴史は、大学、短期大学、専門学校や高等学校及び全国広域通信制・単位制高等学校等11校の設置校を運営する創志学園に受け継がれた。創志学園のスケールメリットを生かした教育ノウハウを活用し、地域社会の保育士養成ニーズに応えるため、2017年4月に、こども教育学科を開設した。
- さらに、2021年4月より経営総合学科の定員増を行い、入学定員を170名に拡大した。現在は、経営総合学科、こども教育学科の2学科体制で、前者には「会計税務」「医療事務」「総合ビジネス」の3コースがある。加えて、2021年度よりホテルオークラと連携した「観光ホスピタリティコースsupported by Hotel Okura」を新設。
- 2024年度の入学生を最後に[注釈 1]、短期大学としての使命を終えることが決定した。

### 建学の精神と行動指針
- 東京経営短期大学の建学の精神は、学校法人創志学園の建学理念である「挑戦と創造の教育」に基づき、常に自分自身で志を立て、自らで考え、行動を起こして志を実証していくことで、大きく成長できる人間となることを目指す。「創志」とは、立志と行動への問いかけであり、「夢・挑戦・達成」の繰り返しを創志という生き方の行動指針としている。ゆえに、深く専門の学芸を教授研究し、人間性豊かな創造的能力を涵養するとともに、実際的職業に必要な専門的能力を有する人材を育成することを目的とする。

### 教育と研究の目的

#### 大学の教育・研究の目的
深く専門の学芸を教授研究し、社会性・人間性豊かな教養と創造的能力を涵養するとともに、現代の職業や実際生活に必要な専門的・実践的知識技能を有する人材を育成することを教育理念に掲げる。2年間の学びを通じて、現代社会に必要な幅広い教養や多様な職業に共通する知識・技術を修得し、社会や企業現場で求められる実学教育を実践していくことによって、地域社会及び産業社会に有為な現場力のある人材を社会に輩出し、地域の活性化に寄与していくことを使命とする。

#### 学科の教育・研究目的

##### 経営総合学科
- 社会人として必要な教養を身につけさせるために幅広い教養科目を履修し、その上で企業経営、会計、オフィスワーク、医療事務分野における専門科目を体系的に学ぶことによって、専門的職業人としての実務能力の高い人材を輩出することを教育目的に掲げている。3つのコース（会計税務コース、医療事務コース、総合ビジネスコース、観光ホスピタリティコース）及び「経営・ビジネス」「情報コミュニケーション」「コミュニケーション」「ホテル・観光」の4つの専門科目区分により、目標とする業種・職種で求められる実践的な知識とスキルを修得できるよう横断型の履修が可能な教育課程を編成している。

##### こども教育学科
- 就学前の子どもの幼児期特性を踏まえ、幼児教育に関する知識・技能と幼児への深い理解と愛情を身につけた保育士資格と幼稚園教諭免許を併せ持つ保育者を養成し、社会に貢献できる人材を輩出することを教育目的に掲げている。保育・ 幼児教育の専門科目の学修とその実践を通じて、現場のニーズに応える能力、子どもの表現力を引き出す能力、子どもや保護者と関わる能力が身につけられるように教育課程を編成している。

### 学風および特色
- 就職を支援する体制として、学生が希望する進路ごとに特化させた5つの学内塾（村田塾、キャリア塾、志向会、特進会、1UP塾）を広く展開し、資格取得教育とキャリア教育を充実させ、実績を積み重ねてきている。

キャリア塾
- 人材サービスや企業人事の出身の実務家教員による実践的なキャリア養成講座をはじめ、企業・業界研究や自己分析を丁寧に行い、企業人としての姿勢や立ち居振る舞いを身につけさせ、企業が求める「考えて行動できる人材」となるためのサポート指導を実践。

村田塾
- 村田簿記学校を起源に持つ伝統ある学内塾として、創設者である村田謙造の教育理念と指導実績が引き継ぎ、日商簿記、全経簿記検定講座、ファイナンシャルプランニング(FP)検定対策講座を実施し、毎年、簿記の全国チャンピオンを決める大会で個人・団体ともに優秀な成績を収めている。また、高校生向けのサマースクール、ウィンタースクールも開講して広く簿記人材の養成も推進。

志高会
- 国家公務員試験や地方公務員試験、公立幼稚園採用試験、公立保育園採用試験の合格を目指した  対策講座を開講し、受験指導や面接指導を効果的に実践。公立園の採用試験対策においても専門試験対策や論作文試験・面接試験対策を徹底。

特進会
- 卒業後の進路として国公立・私立大学の3年次編入を目標に、英語や面接・小論文などの編入学  試験対策を集中して指導を実践。

1UP塾
- 就職に向けた資格取得を奨励するため、MOS対策講座（Word、Excel）やTOEIC対策講座を  実施し、様々なビジネスシーンで活用できるスキルを修得させている。

## 沿革
- 1909年
  - 11月 東京市神田区一橋通町において銀行会社事務員養成所を創立。
- 1913年
  - 4月 銀行会社事務員養成所に村田速算学校を併設。
- 1921年
  - 4月 村田簿記学校と校名変更。
- 1991年
  - 12月20日 左記を以て文部省[注 2]より短期大学の設置が認可される。
- 1992年
  - 4月1日 東京経営短期大学が以下の学科体制にて開学する[3]。
    - 経営情報学科 入学定員150名[4]

  - 大山政雄初代学長が就任。
  - 5月1日 学生数[注 3]/定員
    - 経営情報学科 186[注 4]/150
- 1994年
  - 4月 齋藤力夫第2代学長が就任。
- 1996年
  - 4月1日 以下の学科を増設する[7]。
    - 経営税務学科
      - 昼間主コース 入学定員140名
      - 夜間主コース 入学定員20名

  - 5月1日 学生数[8]/定員
    - 経営情報学科 399[注 5]/300
    - 経営税務学科
      - 昼間主コース 149[注 6]/140
      - 夜間主コース 13[注 7]/20
- 1998年
  - 4月 村田照子第3代学長が就任。
- 1999年
  - 5月1日 学生数[9]/定員
    - 経営情報学科 365[注 8]/300
    - 経営税務学科
      - 昼間主コース 248[注 9]/280
      - 夜間主コース 19[注 10]/40
- 2000年
  - 4月1日 留学生別科（日本語研修課程）を開設。
- 2001年
  - 4月1日 各学科の入学定員を以下の通り変更する[10]。
    - 経営情報学科 150→180
    - 経営税務学科昼間主コース 140[11]→110
- 2002年
  - 4月1日 経営税務学科をビジネスマネジメント学科と改称[12]。
  - 同 以下についてはこの年度で学生募集を最終とする[注 11]。
- 2003年
  - 4月1日 この年度の入学生よりビジネスマネジメント学科の昼間主コースをビジネスマネジメント学科に改組し、 入学定員を130→110に減員[13]。
- 2004年
  - 4月1日 以下の学科については、この年度で学生募集を最終とする[注 12]。
    - 経営税務学科
- 2005年
  - 4月1日 この年度の入学生より、経営情報学科がビジネスマネジメント学科を統合し、以下の学科に再編の上で改めて設置される[14]。
    - 総合経営学科 入学定員240名

  - 同 第4代学長が就任。
- 2006年
  - 3月31日 左記をもって以下の学科を正式に廃止とする[15]。
    - 経営情報学科
    - ビジネスマネジメント学科

  - 4月1日 亀田光昭第5代学長が就任。
- 2010年
  - 4月1日 総合経営学科の入学定員を240→180に減員[16]。
- 2012年
  - 4月1日 東京経営短期大学、創立20周年。岡部徳三第6代学長が就任。
- 2013年
  - 4月1日 総合経営学科の入学定員を180→150に減員[17]。
- 2015年
  - 4月1日 総合経営学科の入学定員を150→140に減員[18]。
  - 8月 経営母体を学校法人村田学園から創志学園へ変更[19]。
- 2016年
  - 4月1日 ** 増田哲也第7代学長が就任。
  - 10月 以下の課程を設ける[20]。
    - 留学生別科 入学定員100名
- 2017年
  - 4月1日 以下の学科を増設する[21]。
    - こども教育学科 入学60名
- 2018年
  - 10月 留学生別科の入学定員を100→200に増員[22]。
- 2021年
  - 4月1日 総合経営学科の入学定員を140→170に増員[23]。
  - 経営総合学科に「観光ホスピタリティコース」を開設[24]。
- 2024年
  - 4月1日 学生募集を最終とする[注釈 1]。

## 基礎データ

### 所在地
- 千葉県市川市二俣625-1

### 交通アクセス
- 東日本旅客鉄道（JR東日本）武蔵野線・総武本線および東京メトロ東西線、東葉高速鉄道の西船橋駅またはJR京葉線二俣新町駅が最寄駅。（徒歩で12分程度）。通学用のシャトルバスは、西船橋駅から大学間を無料運行（7分程度）しており、通学の便を図っている。

## 教育および研究

### 組織

#### 学科
- 経営総合学科 入学定員170名[1]
  - 総合ビジネスコース
  - 会計税務コース
  - 医療事務コース
- こども教育学科 入学定員60名[1]

#### 旧・学科
- 経営情報学科 入学定員180名[注釈 2]→経営総合学科
- 経営税務学科→ビジネスマネジメント学科 入学定員110名[注釈 2]　
  - 昼間主コース→ビジネスマネジメント学科
  - 夜間主コース 入学定員20名[注 13]

### 別科
- 留学生別科 入学定員200名

#### 別科
- 2016年 10月よりグローバルスタディセンター(留学生別科)を開設し、11か国の留学生を受け入れている。

#### 取得資格[26]

##### 経営総合学科
- 日商簿記検定、全経簿記能力検定、全経所得税法能力検定、全経法人税法能力検定、全経消費税法能力検定をはじめ、ファイナンシャルプランニング検定、TOEIC、マイクロソフトオフィススペシャリスト、ビジネス実務マナー検定、秘書技能検定、リテールマーケティング検定、ファッションビジネス能力検定、ホテルビジネス実務検定、色彩検定、医療秘書技能検定、診療報酬請求事務能力認定試験など幅広い資格取得が奨励されている。

##### こども教育学科
- 幼稚園教諭二種免許、保育士資格、社会福祉主事任用資格、子育て支援プロジェクトリーダー、乳幼児ケアヘルパー（基礎）、幼児教育・保育英語検定、ピアヘルパー、おもちゃインストラクター、TOEIC、マイクロソフトオフィススペシャリスト、日商簿記、全経簿記、色彩検定などを奨励。

### 研究
- 『東京経営短期大学紀要』[27]

## 学生生活

### 体育会クラブ・サークル活動[26]
体育会クラブ
- 体育会全体を総称して「Berry’s(ベリーズ)」というチームネームがつけられている。  女子バスケットボール部、女子バレーボール部（関東大学バレーボール連盟所属）、空手部

サークル
- 体育系サークル：バドミントンサークル、硬式テニスサークル
- 文化系サークル：美化サークル、軽音サークルほか
- 文化系サークル：イラストサークル、韓国語サークル

### 学園祭
- 東京経営短期大学の学園祭は「秋桜祭」と呼ばれる[26]。

## 大学関係者と組織

### 歴代学長一覧

#### 出身者
- 吉田克郎 - 元プロ野球選手、実業家、村田簿記学校卒

## 施設

### キャンパス
- アリーナ、図書館、学生食堂COCMOSをはじめ、窓から注ぐ日差しが心地よい休憩・ランチ・勉強に最適な明るい「学生ホール」や、カラフルでユニークな形状のイスを配した「学生ラウンジ」のほか、学舎の中庭に位置する芝生と天然石で美しくデザインされた「リバティスクエア」は、昼と夜とで異なる情景が演出されており、大学生活を楽しめる環境が整備されている。また、この特徴的なキャンパスを活用して、映画やテレビドラマ、CMなどの撮影でもよく利用されている。

### キャンパス周辺
- 京葉道路や大塚商会、日本通運がある。

## 対外関係

### 海外大学との連携協定[26]
- Hawaii Pacific University（アメリカ・ハワイ）
- University of Hawaii Leeward Community College（アメリカ・ハワイ）
- University of Hawaii Kapiolani Community College（アメリカ・ハワイ）
- Ca' Foscari University of Venice （イタリア）
- Business Academy Aarhus （デンマーク）
- EMBA-ISUGA (Ecole de Management Bretagne Atlantique) （フランス）
- Complutense Center for Spanish Learning-Universidad Complutense de Madrid (スペイン)
- University of Malta （マルタ）
- École hôtelière de Lausanne（スイス）

### 大学間協定
- 千葉県私立大学・短期大学単位互換協定
- 明海大学単位互換協定
- 大学コンソーシアム市川

### 地域連携・社会貢献活動
- 市川警察—大学ボランティア団体「アクア」参加（地域防犯活動）
- すこやか広場 in 二俣
- 高大連携協定（千葉県立高等学校、千葉県立我孫子高等学校 2 校）
- 戸田市との包括連携協定

### 産官学連携
- 株式会社ホテルオークラとの産学連携協定
- 熱海温泉ホテル旅館協同組合との産学連携協定
- スポルディングジャパン株式会社との産学連携協定
- 大学コンソーシアム市川産官学連携プラットフォーム

## 系列校

### 学校法人創志学園
- 国際大学IPU NewZealand
- 国際大学IPU NewZealand 国際総合大学院
- クラーク記念国際高等学校
- 創志学園高等学校
- 日本健康医療専門学校
- 専門学校東京国際ビジネスカレッジ
- 専修学校クラーク高等学院

## 社会との関わり
- TVドラマや映画の撮影場所に利用されることがあり、2011年11月までにエンドロールにクレジットが記されていたものとしては次のドラマがある。
  - 伝説の教師
  - R-17
  - ドラゴン桜
  - アテンションプリーズ
  - ほんとにあった怖い話 鎌倉ミステリーツアースペシャル 夏の特別編2006
  - BOSS 第6話
  - 海賊戦隊ゴーカイジャー
  - シャーロック　10話
  - トレース　科捜研の男　第6話
  - コンフィデンスマンJP　第8話
  - Good Doctor　第9話
  - 三匹のおっさん3
  - 恋はつづくよどこまでも　2話
  - 映画『被曝ピアノ』

## 4年制大学への編入学・進学実績

### 国公立大学実績
- 島根大学、下関市立大学

### 私立大学実績
- 法政大学、専修大学、駒澤大学、日本大学、玉川大学、国士舘大学、大邸大学、千葉経済大学、帝京大学、大東文化大学、東京経済大学、東洋学園大学、立正大学ほか

## 簿記大会実績
- 2017年度秋季全国大学対抗簿記大会（大原学園主催）個人全国「優勝」、団体全国「準優勝」
- 2018年度TAC簿記チャンピオン大会（TAC主催）全国団体3位
- 2019年度春季全国大学対抗簿記大会（大原学園主催）個人全国「優勝」、TAC簿記チャンピオン大会（TAC主催）全国団体「準優勝」